# Baeksang Arts Awards de 2024
A 60ª cerimônia anual do Baeksang Arts Awards (hangul: 제60회 백상예술대상) foi realizada no COEX, em Seul, no dia 7 de maio de 2024, às 17h (KST). O evento foi apresentado pelos artistas Shin Dong-yup, Bae Suzy e Park Bo-gum. Ele foi transmitido ao vivo na Coreia do Sul pelos canais JTBC, JTBC2 e JTBC4, e internacionalmente pela Prizm.
É uma das premiações de maior prestígio da Coreia do Sul, reconhecendo a excelência artística nas áreas do cinema, televisão e teatro, por meio de uma triagem rigorosa composta por 60 especialistas profissionais e juízes da indústria do entretenimento.
Os indicados foram anunciados no dia 8 de abril de 2024, por meio de seu site oficial. Todos as produções lançadas entre 1º de abril de 2023 a 31 de março de 2024 foram elegíveis para as categorias.

## Vencedores e indicados
Os vencedores são listados primeiro e destacados em negrito. Os indicados são listados logo abaixo.

### Cinema
| Grande Prêmio | |                                                                                               |
| - Kim Sung-su (diretor) – 12.12: The Day | |                                                                                               |
| Melhor Filme | Melhor Diretor |                                                                                               |
| - 12.12: The Day - Cobweb - Noryang: Deadly Sea - Concrete Utopia - Exhuma | - Jang Jae-hyun – Exhuma - Kim Sung-su – 12.12: The Day - Kim Han-min – Noryang: Deadly Sea - Ryoo Seung-wan – Smugglers - Um Tae-hwa – Concrete Utopia |                                                                                               |
| Melhor Diretor Revelação | Melhor Ator |                                                                                               |
| - Lee Jung-hong – A Wild Roomer - Kim Chang-hoon – Hopeless - Park Young-ju – Citizen of a Kind - Jason Yu – Sleep - Cho Hyun-chul – The Dream Songs | - Hwang Jung-min – 12.12: The Day como Chun Doo-gwang - Kim Yoon-seok – Noryang: Deadly Sea como Yi Sun-sin - Lee Byung-hun – Concrete Utopia como Yeong-tak - Jung Woo-sung – 12.12: The Day como Lee Tae-shin - Choi Min-sik – Exhuma como Kim Sang-deok |                                                                                               |
| Melhor Atriz | Melhor Ator Coadjuvante |                                                                                               |
| - Kim Go-eun – Exhuma como Hwa-rim - Ra Mi-ran – Citizen of a Kind como Kim Deok-hee - Yum Jung-ah – Smugglers como Um Jin-sook - Lee Hanee – Killing Romance como Hwang Yeo-rae - Jung Yu-mi – Sleep como Soo-jin                                       | - Kim Jong-soo – Smugglers como Lee Jang-сhun - Park Geun-hyung – Picnic como Jeong Tae-ho - Park Jeong-min – Smugglers como Jang Do-ri - Song Joong-ki – Hopeless como Chi-geon - Yoo Hae-jin – Exhuma como Yeong-geun                                    |                                                                                               |
| Melhor Atriz Coadjuvante | Melhor Ator Revelação |                                                                                               |
| - Lee Sang-hee – My Name Is Loh Kiwan como Seon-ju - Kim Sun-young – Concrete Utopia como Geum-ae - Yum Jung-ah – Alienoid: Return to the Future como Heug-seol - Yeom Hye-ran – Citizen of a Kind como Bong-rim - Krystal Jung – Cobweb como Han Yu-rim | - Lee Do-hyun – Exhuma as Bong-gil - Kim Seon-ho – The Childe como Nobre - Kim Young-sung – Big Sleep como Ki-young - Joo Jong-hyuk – Iron Mask como Kim Jae-woo - Hong Xa-bin – Hopeless como Yeon-gyu                                                    |                                                                                               |
| Melhor Atriz Revelação | Melhor Roteiro |                                                                                               |
| - Kim Hyung-seo – Hopeless como Hayan - Go Min-si – Smugglers como Go Ok-bun - Moon Seung-ha – The Hill of Secrets como Myeong-eun - Oh Woo-ri – Hail to Hell como Na-mi - Lim Sun-woo – Ms. Apocalypse como Yoo-jin                                     | - Jason Yu – Sleep - Park Jung-ye – Killing Romance - Lee Ji-eun – The Hill of Secrets - Jang Jae-hyun – Exhuma - Hong In-pyo, Hong Won-chan, Lee Young-jong, Kim Sung-su – 12.12: The Day                                                                 |                                                                                               |
| Prêmio Técnico | Prêmio Impacto da Gucci |                                                                                               |
| - Kim Byung-in (Sound) – Exhuma - Lee Mo-gae (Cinematografia) – 12.12: The Day - Jung Yi-jin (Direção artística) – Cobweb - Jin Jong-hyun (Efeitos visuais) – The Moon - Hwang Ho-kyun (Efeitos especiais e maquiagem) – 12.12: The Day                  | - The Dream Songs - The Greenhouse - The Hill of Secrets - Ms. Apocalypse - Citizen of a Kind | - The Dream Songs - The Greenhouse - The Hill of Secrets - Ms. Apocalypse - Citizen of a Kind |

#### Filmes com múltiplas vitórias
| Vitórias | Filmes         |
| -------- | -------------- |
| 4        | Exhuma         |
| 3        | 12.12: The Day |

#### Filmes com múltiplas indicações
| Indicações | Filmes              |
| ---------- | ------------------- |
| 8          | Exhuma              |
| 7          | 12.12: The Day      |
| 5          | Smugglers           |
| 4          | Citizen of a Kind   |
| 4          | Concrete Utopia     |
| 4          | Hopeless            |
| 3          | Cobweb              |
| 3          | Noryang: Deadly Sea |
| 3          | Sleep               |
| 3          | The Hill of Secrets |
| 2          | Killing Romance     |
| 2          | Ms. Apocalypse      |
| 2          | The Dream Songs     |

### Televisão
| Grande Prêmio | |
| - Moving (Disney+) | |
| Melhor Drama | Melhor Programa de Entretenimento |
| - My Dearest (MBC) - The Good Bad Mother (JTBC) - Moving (Disney+) - Revenant (SBS) - Daily Dose of Sunshine (Netflix) | - Adventure By Accident 2 (MBC) - I Am Solo (SBS Plus, ENA) - The Community (Wavve) - A Clean Sweep (JTBC) - Pinggyego (DdeunDdeun) |
| Melhor Programa Educacional | Melhor Diretor |
| - Japanese Person Ozawa (KBS1 TV) - Whales and I (SBS) - Population Planning – Ultra-Low Birth Rate (EBS1 TV) - There Is No Sustainable Earth (KBS1 TV) - 1980, Lochon and Chauvel (KBS1 TV)                                                         | - Han Dong-wook – The Worst of Evil - Park In-je – Moving - Lee Myoungwoo – Boyhood - Lee Chang-hee – A Killer Paradox - Jung Ji-hyun – Lies Hidden in My Garden |
| Melhor Roteiro | Prêmio Técnico |
| - Kang Full – Moving - Kim Eun-hee – Revenant - Bae Se-young – The Good Bad Mother - Lee Nam-gyu, Oh Bo-hyun, Kim Da-hee – Daily Dose of Sunshine - Lim Dae-hyung, Jeon Go-woon – LTNS                                                               | - Kim Dong-shik, Im Wan-ho (Cinematography) – Whales and I - Yang Ho-sam, Park Ji-won (Direção artístuca) – Revenant - Lee Seok-geun (Figurino) – Korea–Khitan War - Lee Sung-kyu (Efeitos especiais) – Moving - Ha Ji-hee (Direção artística) – The Matchmakers       |
| Melhor Ator | Melhor Atriz |
| - Namkoong Min – My Dearest como Lee Jang-hyun - Kim Soo-hyun – Queen of Tears como Baek Hyun-woo - Ryu Seung-ryong – Moving como Jang Ju-won - Yoo Yeon-seok – A Bloody Lucky Day como Geum Hyeok-soo - Im Si-wan – Boyhood como Jang Byeong-tae    | - Lee Hanee – Knight Flower como Jo Yeo-hwa - Ra Mi-ran – The Good Bad Mother como Jin Young-soon - Ahn Eun-jin – My Dearest como Yoo Gil-chae - Uhm Jung-hwa – Doctor Cha como Cha Jeong-suk - Lim Ji-yeon – Lies Hidden in My Garden como Chu Sang-eun               |
| Melhor Ator Coadjuvante | Melhor Atriz Coadjuvante |
| - Ahn Jae-hong – Mask Girl como Joo Oh-nam - Ryu Kyung-soo – The Bequeathed como Kim Young-ho - Lee Yi-kyung – Marry My Husband como Park Min-hwan - Lee Hee-joon – A Killer Paradox como Song Chon - Ji Seung-hyun – Korea–Khitan War como Yang Gyu | - Yeom Hye-ran – Mask Girl como Kim Kyung-ja - Kang Mal-geum – The Good Bad Mother como Jung Gum-ja - Shin Dong-mi – Welcome to Samdal-ri como Cho Jin-dal - Lee Jung-eun – A Bloody Lucky Day como Hwang Soon-kyu - Joo Min-kyung – Behind Your Touch como Bae Ok-hee |
| Melhor Ator Revelação | Melhor Atriz Revelação |
| - Lee Jung-ha – Moving como Kim Bong-seok - Kim Yo-han – A Killer Paradox como Roh Bin - Lee Si-woo – Boyhood como Jeong Gyeong-tae - Lee Shin-ki – The Worst of Evil como Seo Jong-ryeol - Lee Jong-won – Knight Flower como Park Soo-ho            | - Jeon Yu-na – The Kidnapping Day como Choi Ro-hee - Go Youn-jung – Moving como Jang Hui-soo - Kim Hyung-seo – The Worst of Evil como Lee Hae-ryeon - Lee Yi-dam – Daily Dose of Sunshine como Min Deul-re - Lee Han-byeol – Mask Girl como Kim Mo-mi                  |
| Melhor Artista de Variedades – Masculino | Melhor Artista de Variedades – Feminino |
| - Na Yeong-seok - Kian84 - Yoo Jae-suk - Calm Down Man - Tak Jae-hoon | - Hong Jin-kyung - Kim Sook - An Yu-jin - Lee Soo-ji - Jang Do-yeon |

#### Programas com múltiplas vitórias
| Vitórias | Programas  |
| -------- | ---------- |
| 3        | Moving     |
| 2        | Mask Girl  |
| 2        | My Dearest |

#### Programas com múltiplas indicações
| Indicações | Programas                |
| ---------- | ------------------------ |
| 7          | Moving                   |
| 4          | The Good Bad Mother      |
| 3          | A Killer Paradox         |
| 3          | Boyhood                  |
| 3          | Daily Dose of Sunshine   |
| 3          | Mask Girl                |
| 3          | My Dearest               |
| 3          | Revenant                 |
| 3          | The Worst of Evil        |
| 2          | A Bloody Lucky Day       |
| 2          | Knight Flower            |
| 2          | Korea–Khitan War         |
| 2          | Lies Hidden in My Garden |
| 2          | Whales and I             |

### Teatro
| Prêmio de Teatro Baeksang | |
| - Miin (teatro) – To My Son (Subtitle: Miok Alice Hyeon) - Park Company (produção) – Waiting for Godot - Kim Poong-nyun (diretor) – The Art of Fighting - Sansuyu (teatro) – Forest - Cheongnyeondan (produção) – Cost of Living                               | |
| Melhor Atuação | Melhor Revelação |
| - Kang Hae-jin (atriz) – To My Son (Subtitle: Miok Alice Hyeon) - Kim Yong-jun (ator) – Cost of Living - Kim Eun-seok (ator) – A New Movement in an Old Tradition – Blind - Lee Mi-sook (atriz) – The Art of Fighting - Lee Ji-hye (atriz) – Can I Forgive Her | - Lee Cheol-hee (diretor) – A New Movement in an Old Tradition – Blind - Shinsegae (teatro) – Real Estate of Superman - Shin Jin-ho (diretor) – When Disaster Occurs on the Moon - Yangson (teatro) – Blue Bird - Lee Dae-woong (diretor) – The Two Gentlemen of Verona |

### Prêmios especiais
A votação para o Prêmio de Popularidade Prizm foi realizada de 25 de abril, às 12h (KST), até 4 de maio, às 14h, via Prizm.
| - Kang Mal-geum - Go Min-si - Go Youn-jung - Kim Go-eun - Kim Sun-young - Kim Sook - Bibi - Ra Mi-ran - Moon Seung-ah - Shin Dong-mi - Ahn Eun-jin - Uhm Jung-hwa - Yum Jung-ah - Yeom Hye-ran - Oh Woo-ri | - Jeon Yu-na - Lee Sang-hee - Lee Soo-ji - Lee Yi-dam - Lee Jung-eun - Lee Ha-nee - Lee Han-byeol - Lim Sun-woo - Lim Ji-yeon - Jang Do-yeon - Krystal Jung - Jung Yu-mi - Joo Min-kyung - Hong Jin-kyung |

| - Kian84 - Kim Seon-ho - Kim Young-sung - Kim Yo-han - Kim Yoon-seok - Kim Jong-soo - Na Yeong-seok - Namkoong Min - Ryu Kyung-soo - Ryu Seung-ryong - Park Geun-hyung - Park Jeong-min - Song Joong-ki - Ahn Jae-hong - Yoo Yeon-seok - Yoo Jae-suk - Yoo Hae-jin | - Lee Do-hyun - Lee Byung-hun - Lee Si-woo - Lee Shin-ki - Lee Yi-kyung - Lee Jung-ha - Lee Jong-won - Lee Hee-joon - Im Si-wan - Jung Woo-sung - Joo Jong-hyuk - Ji Seung-hyun - Choi Min-sik - Calm Down Man - Tak Jae-hoon - Hong Xa-bin - Hwang Jung-min |

## Apresentadores e performances
As seguintes pessoas e equipes, listados em ordem de aparição, apresentaram prêmios ou realizaram números musicais.

### Apresentadores
| Apresentador(es)             | Prêmio(s)                                                                                      | Ref. |
| ---------------------------- | ---------------------------------------------------------------------------------------------- | ---- |
| Moon Sang-min e Roh Yoon-seo | Melhor Atriz Revelação – Televisão Melhor Ator Revelação – Televisão Melhor Revelação – Teatro |      |
| Jang Dong-yoon e Kim Si-eun  | Melhor Diretor Revelação – Filme Melhor Atriz Revelação – Filme Melhor Ator Revelação – Filme  |      |